# Veterinární univerzita
Veterinární univerzita är ett universitet i Tjeckien. Det ligger i den sydöstra delen av landet, 180 km sydost om huvudstaden Prag. 